# Kirrwiller-Bosselshausen
Kirrwiller-Bosselshausen è un comune francese soppresso di 684 abitanti (1999) situato nel dipartimento del Basso Reno nella regione del Grand Est.

## Storia
Costituitosi per fusione il 1º marzo 1974, il 1º gennaio 2007 è stato soppresso per ripristinare i comuni di Kirrwiller e Bosselshausen.

## Società

### Evoluzione demografica
Abitanti censiti